# 11167 Kunžak
11167 Kunžak là một tiểu hành tinh vành đai chính với chu kỳ quỹ đạo là 1272.5891197 ngày (3.48 năm).
Nó được phát hiện ngày 23 tháng 3 năm 1998.